# Edvin Wilson
Pour les articles homonymes, voir Wilson.
Edvin Wilson, né le 25 avril 1989 à Tranemo, est un coureur cycliste suédois.

## Biographie
En avril 2014, il s'impose sur l'Arno Wallaard Memorial,.

## Palmarès et résultats

### Palmarès par année
- 2001
  -  Champion de Suède sur route juniors (11-12 ans)[3]
- 2006
  -  Champion de Suède du contre-la-montre juniors
- 2011
  - Östgötaloppet
- 2014
  - Arno Wallaard Memorial
- 2015
  - 1re étape des Örestads 2 dagars
- 2017
  - Swe Cup Landsväg
  - 3e de l'Östgötaloppet
- 2018
  - Östgötaloppet

### Classements mondiaux
| Année           | 2012 | 2013 | 2014 | 2015 | 2016   | 2017 |
| --------------- | ---- | ---- | ---- | ---- | ------ | ---- |
| UCI Europe Tour | 631e | 797e | 337e | 591e | 1 430e | 796e |